# 相鉄トム260形貨車
相鉄トム260形貨車（そうてつとむ260がたかしゃ）は、かつて相模鉄道に在籍していた無蓋貨車。

## 概要
前身である神中鉄道開業時の車両の一つで、1926年（大正15年）にト260形として汽車製造で33両が製造された。観音開き式の15トン積みである。鉄道省/日本国有鉄道のトム5000形の同型車である。
1963年（昭和38年）頃に、275号および288 - 290号がスノープラウを取り付けて除雪車とされ、アメリカのナロー・ゲージ・ラインで見かける除雪車に類似したスタイルであったといわれている。
ED10形電気機関車と組み合わせて使用されていたが、最終期にはあまり使われず、2001年（平成13年）頃に全廃された。
秩父鉄道と、小名浜臨港鉄道（現・福島臨海鉄道）に譲渡された車両も存在する。